# Руппертзеккен
Руппертзеккен (нім. Ruppertsecken) — громада в Німеччині, розташована в землі Рейнланд-Пфальц. Входить до складу району Доннерсберг. Складова частина об'єднання громад Роккенгаузен.
Площа — 9,43 км2. Населення становить 351 ос. (станом на 31 грудня 2020).